# NGC 9
NGC 9 je spirální galaxie vzdálená od nás zhruba 142 milionů světelných let v souhvězdí Pegase. Pro pozorování NGC 9 je zapotřebí reflektor o průměru minimálně 12 palců (30,5 cm).